# Kadupandak (Kadupandak)
Kadupandak is een bestuurslaag in het regentschap Cianjur van de provincie West-Java, Indonesië. Kadupandak telt 2975 inwoners (volkstelling 2010).